# Landmünze

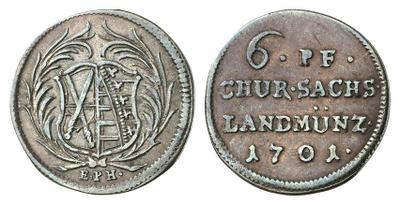
August II., Kurfürstentum Sachsen, 6 Pfennige Landmünze 1701 „Roter Seufzer“, Münzstätte Leipzig

Als Landmünzen wurden in Deutschland während der Kipper- und Wipperzeit bis ins späte 18. Jahrhundert Münzen bezeichnet, die nicht nach dem geltenden Reichsfuß, sondern in einer geringeren Legierung geprägt und die nur im Gebiet ihrer Münzherren umlauffähig waren. Es handelte sich also um Scheidemünzen.
Meist waren dies kleinere Nominale, jedoch trugen selbst brandenburgische 2/3-Taler ab 1687 die Bezeichnung „Brandenb. Landmünz.“.
Der Begriff „Landmünze“ darf nicht mit dem Begriff „Landesmünzen“ verwechselt werden, der alle Münzen eines Landes umfasste.